# OPUS: 魂の架け橋
『OPUS: 魂の架け橋』（オプス たましいのかけはし、英：OPUS: Rocket of Whispers、中：OPUS:靈魂之橋）は、台湾のインディーゲームスタジオである「SIGONO」が開発した2D見下ろし方タイプのアドベンチャーゲーム。前作『OPUS-地球計画』の精神を受け継ぎつつ、物語の奥深さと探索要素を更に掘り下げている。

## 概要
本作の物語は今から数万年後の未来に、1人の巫女と1人のロケット技師が偶然出会った事で始まる。世界の終末に犠牲となった亡者の安息を願う為、ロケットを作る事を決心し、霊魂を載せ銀河の奥深くまで送り届ける「宇宙葬」を行う事になる。ゲームは2017年9月14日にAndroid版とiOS版が同時リリースされ（中国語・英語版）、2018年2月8日にはSteamでMicrosoft WindowsとMac OS X版が、同年3月1日にはauスマートパス版が、同年3月22日にはNintendo Switch版がリリースされた。
本作は、物語、グラフィック、音楽の分野で数々の賞を受賞し、Google Playのおすすめゲームにも選ばれている。インターナショナル・モバイルゲーミングアワード（IMGA）東南アジア地区の「2016年最優秀美術賞」や、インターナショナル・モバイルゲーミングアワード（IMGA）中国地区での「2016年最も期待できるゲーム」に選ばれ、2018年の台北ゲームショウ(TGS)ではインディーズゲームの中での「ベストストーリー賞」を獲得し、更にゲーム誌『ファミコン通信』の「クロスレビュー」にてプラチナ殿堂も獲得した。
本作の開発を行ったSIGONOによると、本作の物語は前作『OPUS-地球計画』よりも前の出来事で、同じ世界を扱っているという。ただ、前作と共通しているのは「OPUS」という名称や人々が信奉する教義「地球教」などにとどまり、物語のつながりを直接示すような描写は作中で示されていない。
2019年1月31日には、『OPUS-地球計画』と本作をセットにしたNintendo Switch用パッケージソフト『OPUSコレクション 地球計画+魂の架け橋』がフライハイワークスより発売された。パッケージ内には、2作品の楽曲を収めたサウンドトラックをPCにダウンロードするためのシリアルコードが同梱されている。

## あらすじ
この物語は遠い未来での出来事。疫病によって滅んだ終末後の世界が舞台。主人公のヨハン＝マンソン(約翰)は両親や親友と別れ、家族が経営していたロケット工場での隠遁生活を余儀なくされていた。ある日外出中に偶然1人の巫女と出会う。彼女は地球教信者であり、その中での唯一の生存者。彼女が信じる地球教では宇宙葬を行い、ロケットに故人の魂を載せて生命の始まりの地である宇宙へ帰すことで、安息が得られると信じられている。巫女であるリン＝フェイはヨハンを説得し、終末の世界を彷徨う霊魂達を送るロケットを製造するために動き出すのであった。